# 近似
近似（英語：approximation），或稱逼近，是指一個事物和另一事物極為相似卻又不相等。近似可用於許多領域（量、數值、影像或說明）。
近似最常用在數字領域，也常用在數學函數、形狀及物理定律中。
在科學上，會將一物理現象轉換為一個有相似結構的模型。當準確的模型難以應用時，會用一個較簡單的模型來近似，簡化中間的計算，例如用球棒模型來近似實際化學分子中原子的分佈。在資訊不完整，無法確切陳述特定事物時，也可以用近似的方式處理。
近似的種類會依照可以取得的資訊、需要的準確程度及使用近似可以節省的時間及精力而定。

## 數學
逼近理論（approximation theory）是數學中的一個分支，是一種量化的泛函分析。丟番圖逼近是用有理數來逼近實數。當一個數的真正數值未知或難以獲得時，就可以用近似（即逼近）的方式處理。有時存在一些已知的近似值可以表示其真正數值，而又不會有太大的誤差，例如圓周率π常近似為3.14159，或是√2用1.414來表示。
當使用數字的有效數字很小時，也會出現數值逼近的情形，運算常會帶來捨入誤差，因此會產生逼近。像對數表、計算尺及計算器在計算大部份的運算時也都會有數值逼近。像電腦計算的結果就是以有限位數的有效數字來呈現，因此也有數值逼近，不過可以藉由設計．使其逼近誤差更低，產生更準確的結果。在電腦處理時，當一個小數無法用有限位數的二進數小數表示時，就會產生數值逼近。
和函數逼近有關的是函數的漸近值，也就是當函數的一個或數個變數無限制的變大時，函數所對應的數值。例如級數(k/21)+(k/22)+(k/23)+...(k/2n)會漸近等於k。但上述的關係沒有類似等號的固定符號來表示。有些數學書籍是用≈表示逼近等於，用~表示表示漸近等於，但也有其他書籍的表示方式恰好相反。
另一個例子是在進化演算法中，為了加速收斂的速率所導入的适应度逼近，可以針對适应度函数建模，以選擇較佳的搜尋方式。

## 科學
在科學實驗中也有逼近的情形．科學理論的預測可能會和實際量測的結果不同，其原因可能因為有一些實際情形下的因素，在理論中沒有考慮到。例如在考慮自由落體的運動時，未考慮阻力對物體的影響，因此理論也是對實際情形的一種逼近。若因為量測技術的限制，使得量測值和實際值不同，此情形的量測值也是實際值的逼近。
在科学史上，許多定理會隨著時間演進，考慮更多的因素和影響，早期的定理也就成為後來定理的一個逼近。例如依照对应原理，較新的定理會取代較早期的定理，在適當的條件下，二個的結果相同，但較新的定理可以考慮較多的因素或是適用在一些特別的情形，此時較早期的定理就是較新的定理的一個近似，例如系統「大」的情況下，較早期的古典物理學可以認為是較晚期量子物理學的一個近似。
有些物體問題難以直接分析，或是在現有可有的解析工具下進展有限，因此利用近似可以在簡化問題的複雜程度下，得到足夠精確的結果。例如物理學家通常會假設地球為一球體，儘管有更精確的方式可以描述地球的形狀，不過假設地球為一球體時，一些物理特性（如重力）的計算會容易很多。
在分析多個星體圍繞一恆星運轉時（即多體問題），也會用近似的方式處理。由於各星體之間都會有萬有引力，在計算上相當困難。近似的解法是利用迭代方式進行，一開始先只假設恆星不動，不考慮恆星以外各星體之間的作用力，若需要更精確的結果，則以第一次計算的位置為準，在考慮更多作用力的情形下再進行一次迭代，一直到有足夠精確的結果出現為止。利用微擾理論來修正誤差，可以得到更精確的結果。
在最佳化演算法中，有些問題的最佳解很不容易取得，或是時間複雜度太高，此時可以用近似演算法，設法找出足夠好的解，而不一定是最佳解。

## 符號
一般會用波浪狀或有加點的等點來表示：
- ≈ (Unicode 2248), 表達近似的是「波浪」等號。
- ≃ (Unicode 2243), ≈ 和 = 的混合，也用於代表漸近於
- ≅ (Unicode 2245), 另一個 ≈ 和 = 的混合，有時用來代表同構、同余关系又或幾何學的全等。
- ~ (Unicode 007E), 有時用來代表正比、和等價關係有關、幾何學的相似，又或代表隨機變數根據概率分佈的分佈情況。
- ≒ (Unicode 2252), 在日本、韓國與臺灣使用